# Reacció (Star Trek: Voyager)
"Reacció" (títol original en anglès "Revulsion") és el cinquè episodi de la quarta temporada, i el 73è del total de la sèrie de televisió de ciència-ficció estatunidenca Star Trek: Voyager. El guió fou escrit per Lisa Klink, i fou dirigit per Kenneth Biller. Fou emès a la televisió l'1 d'octubre de 1997 a la cadena UPN.
Ambientada al segle XXIV, la sèrie segueix les aventures de la tripulació de la Flota Estel·lar i els Maquis de la nau estel·lar USS Voyager després de quedar encallats al Quadrant Delta a desenes de milers d’anys llum de distància de la resta de la Federació. Aquest episodi se centra en un holograma semblant a l'EMH (Holograma Mèdic d'Emergència; El Doctor) en una altra nau, del qual s'ocupen principalment el Doctor i B'Elanna. A més, les subtrames segueixen el seu curs a la Voyager amb altres personatges. L'estrella convidada Leland Orser interpreta l'holograma, Dejaren, en una nau espacial que es troba amb la Voyager. Leland Orser també havia interpretat un personatge a Deep Space Nine.

## Argument
La tripulació està asseguda al menjador per a una celebració en honor de Tuvok, que és ascendit a tinent comandant. Després de la festa, Tom Paris es posa al dia amb B'Elanna Torres. Els dos no han parlat des de l'incident amb el nucli warp tres dies abans, i Tom decideix fer un moviment. B'Elanna confirma que deia el que deia quan li va confessar el seu amor, i Tom ho accepta amb un petó.
Poc després que acabi la festa, la  Voyager rep una crida de socors, enviada per Dejaren: un holograma amb intel·ligència artificial a bord d'una nau. Els seus sis companys de tripulació de carn i ossos han mort i demana ajuda. El Doctor està impacient per conèixer un company holograma i ell i B'Elanna s'enlairen en una llançadora per trobar-se amb la nau avariada. Quan es teleporten a bord, tot està en silenci. Dejaren els assetja durant uns instants mentre intenten establir què li passa a la nau. Quan es troba cara a cara amb l'equip visitant, està nerviós, sospitant i angoixat. Dejaren es presenta com un "isomorf". Diu que la seva tripulació va morir sobtadament d'un virus i que no sap què fer a continuació. B'Elanna es posa a treballar intentant estabilitzar la seva matriu perquè pugui seguir sent visible.
Mentrestant, de tornada a la "Voyager", Harry Kim ha estat assignat a treballar amb Set de Nou. Assenyala correctament que sembla "aprensiu" davant la perspectiva. Malgrat el seu recel pel seu comportament espantós de Borg, sembla que s'està enamorant d'ella i troba inquietant treballar estretament amb ella. Aconsegueixen fer la seva feina, però són interromputs quan Set es talla la mà amb un tros d'equipament. Tom Paris, que recentment ha estat reclutat com a nou ajudant del Doctor, repara la ferida a la infermeria. S'adona que Harry li està tenint afecte i li aconsella que es mantingui a distància.
B'Elanna té alguns problemes amb Dejaren, que és emocionalment làbil i imprevisible. En un minut riu de la seva necessitat de mantenir-se consumint menjar ("mossegues com un peix!"), i al següent desferma una diatriba furiosa sobre el disgust que sent pels "orgànics". B'Elanna s'excusa i es posa al dia amb el Doctor, insistint que deixin enrere la nau i l'holograma inquietant. El Doctor l'ignora, suggerint que sigui més pacient amb Dejaren, que simplement està sola i no té les habilitats de comunicació adequades. B'Elanna no s'ho creu i es dirigeix a localitzar el centre de control principal de l'holograma.
Mentre B'Elanna explora altres cobertes de la nau, Dejaren aborda el Doctor i li expressa els seus sentiments. S'ha sentit com un esclau dels orgànics, que són febles i insalubres i requereixen quantitats ridícules de manteniment i higiene només per mantenir-se funcionals. Ha arribat a odiar-los i està content de tenir la nau per a ell sol. Suplica al Doctor que vingui amb ell i li ensenyi a utilitzar la nau i a estar lliure d'orgànics per sempre. El Doctor comença a adonar-se de per què B'Elanna se sent incòmoda al voltant d'aquest isomorf angoixat.
B'Elanna troba els controls de la matriu. També troba els cossos de la tripulació, que no van ser assassinats per un virus. Van ser assassinats violentament, pel mateix Dejaren. Abans que pugui apagar l'holograma homicida, ell apareix darrere d'ella i l'agafa. Li fica la mà al cos i li estreny el cor.
De tornada a la «Voyager», Harry intenta apropar-se a Set. La convida a la holocoberta. Ella té coneixements de manual sobre el comportament humà i immediatament entén que ell intenta provocar una interacció romàntica entre ells. Set, que creu que el romanç és irrellevant, suggereix que procedeixin directament a la còpula i li ordena que es tregui la roba. Completament desconcertat, l'avergonyit Harry es retira.
Mentre els reforços fisiològics klíngons de B'Elanna la mantenen viva malgrat que Dejaren ha perforat un dels ventricles del seu cor, encara necessita la infermeria de la «Voyager». Ella i el Doctor intenten desactivar l'isomorf boig. Ell agafa l'emissor mòbil del Doctor, però B'Elanna aconsegueix sacsejar-lo amb un cable d'alt voltatge, cosa que desestabilitza la seva matriu per sempre. Surten ràpidament de la nau. De tornada a la infermeria de la Voyager, el Doctor arregla B'Elanna.

## Continuïtat
Paris comenta a Torres que només feia tres dies que aquest últim li havia dit "T'estimo" al primer (a "El dia de l'honor" dos episodis abans d'aquest), tot i que l'episodi anterior "Nemesi" es va emetre entremig. El codi de producció de "Nèmesi" (data estel·lar 51082.4) era 40840-171, just després de 40840-170 per a "El regal" (data estel·lar 51008). El codi de producció 40840-172 de "El dia de l’honor" mostra que se suposava que s'havia d'emetre després de "Nèmesi" (data estel·lar "desconeguda"), directament abans de "Reacció", que tenia el codi de producció 40840-173 (data estel·lar 51186.2).

## Comentaris del repartiment
L'actriu Jeri Ryan, que interpreta Set de Nou, va dir que "Reacció" era un dels seus episodis preferits juntament amb "El corb", "Caçadors", "Presa", i les dues parts de "El joc de matar".

## Llançaments
Aquest episodi va ser publicat en VHS, juntament amb "El corb".
El 2017, la sèrie de televisió completa Star Trek: Voyager es va publicar en una caixa recopilatòria de DVD amb característiques especials.